# Jackson Mac Low
Jackson Mac Low foi um poeta, compositor, ensaísta e dramaturgo e artista multimídia nascido em Chicago, 12 de setembro de 1922 e morto em 8 de dezembro de 2004, em Nova Iorque. Como John Cage foi fundador do grupo neo-dada chamado Fluxus e trabalhou com uma poética do acaso e de possibilidades sistemáticas, buscando resultados não-intencionais em suas músicas e poemas. Usava métodos de criação que se utilizavam de princípios matemáticos, por exemplo, criando espécies de acrósticos com letras escolhidas aleatoriamente para o início dos versos ou linhas, sequências que deveriam se repetir ao longo de todo poema em cada estrofe, a maneira de uma rima no início destes versos, embora usassee também rimas e outros tipos de repetições em seus poemas, inclusive métricas e de vocábulos. Na verdade, praticou todo tipo de "escrita" radical, como a sound art. Influenciou artistas contemporâneos, como os poetas da Language.
Na década de 1940 foi viver em Nova Iorque, onde casou-se duas vezes, sendo seu segundo casamento com a poeta Anne Tardos, em 1990. Em 2004, com sua morte, deixou dois filhos do primeiro casamento.